# El Shad
 (août 2016).
El Shad est le premier magazine destiné aux personnes LGBTI+ (lesbiennes, gays, bisexuels, personnes trans et intersexes) en Algérie,.

## Description
Disponible sur Internet, El Shad est un magazine trimestriel entièrement gratuit destiné à la communauté LGBT algérienne. Il existe un magazine lesbien algérien, Lexo Fanzine, qui a été créé avant par un membre d'Alouen.
Ce journal a été créé en novembre 2014 par trois membres de l'association LGBT Alouen.